# Босов, Артём Викторович
Артём Викторович Босов (3 февраля 1986, Ачинск, Красноярский край) — российский биатлонист, чемпион и призёр чемпионата России. Мастер спорта России.

## Биография
Воспитанник Дивногорского УОР. На внутренних соревнованиях представлял Красноярский край (г. Канск) и «Академию биатлона».
Участник чемпионата мира среди юниоров 2007 года в Валь-Мартелло, где занял седьмое место в эстафете, девятое — в индивидуальной гонке, 24-е — в спринте и 23-е — в гонке преследования. На российских юниорских соревнованиях был победителем первенства страны в эстафете (2006).
На взрослом уровне в 2009 году становился чемпионом России в командной гонке и бронзовым призёром в гонке патрулей.
Победитель «Мемориала Гризмана» в летнем биатлоне в 2010 году.
Завершил спортивную карьеру в начале 2010-х годов. После окончания карьеры некоторое время работал тренером в «Академии биатлона».